# Зайкино (Томская область)
За́йкино (шёш. южносельк. Квӭйнигол ед) — посёлок в Колпашевском районе Томской области России. Входит в состав Инкинского сельского поселения.

## История
Основан в 1892 году. В 1926 году деревня Зайкина состояла из 43 хозяйств, основное население — русские. В административном отношении являлась центром Зайкинского сельсовета Колпашевского района Томского округа Сибирского края.

## Население
| 1920 | 1926 | 2002 | 2010 | 2012 | 2013 | 2014 |
| ---- | ---- | ---- | ---- | ---- | ---- | ---- |
| 41   | ↗197 | ↘5   | ↗7   | →7   | ↘6   | →6   |
| 2015 | 2021 |      |      |      |      |      |
| →6   | ↘0   |      |      |      |      |      |